# Maarten Vandevoordt
Maarten Vandevoordt (Sint-Truiden, 26 febbraio 2002) è un calciatore belga, portiere del RB Lipsia.

## Caratteristiche tecniche
Portiere dal fisico longilineo, dispone di buona personalità tra i pali. Agile ed esplosivo, è bravo anche nel giocare il pallone coi piedi.
Viene considerato il nuovo Thibaut Courtois.

## Carriera

### Club

#### Gli inizi al Genk
Cresciuto nel settore giovanile del Genk, debutta in prima squadra il 24 settembre 2019 in occasione del match di Coppa del Belgio vinto 3-0 contro il Ronse. Il 10 dicembre seguente, a 17 anni e 287 giorni, diventa il più giovane portiere a debuttare in UEFA Champions League, giocando la sfida dei gironi persa 4-0 in casa del Napoli.

#### RB Lipsia
Il 12 aprile 2022 il RB Lipsia annuncia di avere acquistato il giocatore, lasciandolo in prestito al Genk sino al 30 giugno 2024.

### Nazionale
Ha giocato nelle nazionali giovanili belghe Under-15, Under-16, Under-17, Under-19 ed Under-21.
Il 4 ottobre 2024 viene convocato per la prima volta in nazionale maggiore.

## Statistiche

### Presenze e reti nei club
Statistiche aggiornate al 9 novembre 2024.
| Stagione        | Squadra         | Campionato      | Campionato | Campionato | Coppe nazionali | Coppe nazionali | Coppe nazionali | Coppe continentali | Coppe continentali | Coppe continentali | Altre coppe | Altre coppe | Altre coppe | Totale | Totale | Totale |
| Stagione        | Squadra         | Comp            | Pres       | Reti       | Comp            | Pres            | Reti            | Comp               | Pres               | Reti               | Comp        | Pres        | Reti        | Pres   | Reti   |        |
| --------------- | --------------- | --------------- | ---------- | ---------- | --------------- | --------------- | --------------- | ------------------ | ------------------ | ------------------ | ----------- | ----------- | ----------- | ------ | ------ | ------ |
| 2019-2020       | Genk            | D1              | 4          | -5         | CB              | 2               | -3              | UCL                | 1                  | -4                 | -           | -           | -           | 7      | -12    |        |
| 2020-2021       | Genk            | D1              | 16         | -21        | CB              | 4               | -3              | -                  | -                  | -                  | -           | -           | -           | 20     | -24    |        |
| 2021-2022       | Genk            | D1              | 38         | -53        | CB              | 1               | -2              | UCL+UEL            | 2+6                | -4 + -10           | SB          | 1           | -3          | 48     | -72    |        |
| 2022-2023       | Genk            | D1              | 40         | -47        | CB              | 3               | -3              | -                  | -                  | -                  | -           | -           | -           | 43     | -50    |        |
| 2023-2024       | Genk            | D1              | 40+1       | -49        | CB              | 0               | 0               | UCL+UEL+UECL       | 2+2+6              | -3+-2+-5           | -           | -           | -           | 51     | -59    |        |
| Totale Genk     | Totale Genk     | Totale Genk     | 138+1      | -174+-1    |                 | 10              | -11             |                    | 19                 | -28                |             | 1           | -3          | 169    | -217   |        |
| 2024-2025       | RB Lipsia       | BL              | 1          | 0          | CG              | 1               | -2              | UCL                | 0                  | 0                  | -           | -           | -           | 2      | -2     |        |
| Totale carriera | Totale carriera | Totale carriera | 140        | -175       |                 | 11              | -13             |                    | 19                 | -28                |             | 1           | -3          | 171    | -219   |        |

## Palmarès

### Club
- Campionato belga: 1

Genk: 2018-2019
- Supercoppa del Belgio: 1

Genk: 2019
- Coppa del Belgio: 1

Genk: 2020-2021